# Federació Catalana de Tennis de Taula
La Federació Catalana de Tennis Taula és l'organisme que promociona, gestiona i coordina la pràctica del tennis taula a Catalunya. Forma part de la Unió de Federacions Esportives de Catalunya.

## Història
El tennis de taula es va conèixer com a ping-pong a Catalunya, on es va començar a practicar a finals dels anys vint sense cap estructura federativa. De fet, el 1931 es va disputar el primer Campionat de Catalunya i dos anys després, el primers campionat per equips. L'increment de jugadors i clubs va propiciar que fos necessària la creació d'un organisme que regís aquest esport, i el 17 de febrer de 1935 va néixer la Federació Catalana de Ping-Pong, la qual té com a primer president Ramon Farran (1935-1939) i com a clubs pioners el Peña Drive, El Nus, exalumnes dels Maristes i el club de 7 a 9. És l'època considerada com a prehistòria del tennis de taula català que neix amb l'objectiu d'aglutinar tota l'activitat d'aquest esport. Els anys següents el tennis de taula català comença a donar les seves primeres passes amb fermesa, però la Guerra Civil i la Segona Guerra Mundial suposaran una frenada en la seva evolució. La dècada dels seixanta s'inicia amb la consolidació de Jordi Palés figura mítica del tennis de taula català i estatal. Els seus èxits esportius s'estenen per arreu fins als anys setanta coincidint amb una creixent presència internacional dels nostres palistes amb l'or de Nacha Hospital a Linz. L'any 1961 però, la Delegación Nacional de Deportes va decretar la dissolució de les federacions esportives catalanes i va crear les federacions provincials concretament la província de Barcelona es regia per la Federació Barcelonesa de Tennis Taula, i no serà fins al 1982 que no es tornarà a instaurar la Federació Catalana. El 1985 se celebren les Noces d'Or i coincidint amb l'efemèride, s'organitza l'Europa Top-12 i neix el Torneig Internacional Ciutat de Barcelona. La federació organitza estades esportives, cursos d'entrenadors, xerrades tècniques, instaura escoles de tecnificació arreu del territori, i participa amb els seus jugadors en el Centre d'Alt Rendiment de Sant Cugat. L'any 2007, per encàrrec de la federació internacional, s'organitza la Copa del Món, amb la participació dels setze millors jugadors del rànquing mundial, que es va disputar al pavelló de la Vall d'Hebron. Publica periòdicament el butlletí Tennistaula.

## Presidents

### Ramon Farran Mestanza(1935-1939)
L'any 1934, juntament amb altres entusiastes del tennis de taula, van formar una comissió per redactar els estatuts de la Federació Catalana de Ping-Pong, i quan aquesta es va constituir al principi de 1935 va ser elegit president. El 1936 va formar part d'una comissió que es va formar a Barcelona per a la creació de la Federació Espanyola, però la Guerra Civil va frenar la iniciativa i gairebé tota l'activitat competitiva. Després d'uns anys desvinculat del tennis de taula, va seguir donant suport en l'àmbit local a Calella, on el 1983 es va crear un trofeu de promoció de les categories inferiors que porta el seu nom.

### Enric Mestanza Lluvià (1939-1942)
Veterà amant del tir olímpic i el motor, va ser nomenat president per la delegació nacional espanyola, de tennis taula que encara no tenia una federació estatal, i va mantenir-se en el càrrec fins al 1942.

### Vicenç Fraguas Pernas (1943)
Soci del Tívoli Ping Pong Club de Barcelona, va ser només durant uns mesos l'any 1943. Durant la seva presidència, però, la ciutat de Barcelona va acollir la primera edició dels Campionats d'Espanya.

### Manuel Brasó Filvà (1943-1944)
Soci fundador i jugador durant els anys trenta del Club de 7 a 9 de Barcelona, amb què es va proclamar campió de Catalunya per equips el 1935, també va ser jugador de l'AAANS Gràcia i vocal i vicepresident del Club de Tennis la Salut. També va ser jutge àrbitre de tennis.

### Antoni Solano Redon (1944-1946)
Advocat, tinent d'artilleria i membre de l'alta societat barcelonina, no havia jugat mai a tennis de taula ni procedia de cap club, la qual cosa li va fer molt difícil la seva tasca durant l'any i mig que va durar el seu mandat. Nomenat el mes de juliol de 1944, va presidir la federació fins al gener de 1946, quan va dimitir per motius personals.

### Ramon Utgés Pascual (1946-1952)
Jugador i directiu del Tívoli Ping Pong Club, va ocupar la presidència durant sis anys, des del mes de gener de 1946 fins al 1952, i durant el seu mandat es va crear un nou sistema de classificació dels jugadors per valor numèric. També va ser membre de la junta directiva de la Federació Espanyola des de la seva creació l'any 1942, quan tenia la seva seu a Barcelona. I després de deixar la presidència, va tornar a la Federació Espanyola, que ja tenia la seu a Madrid des de 1948, per ser-ne el vicepresident. El 1966 va ser el primer jugador a rebre la placa d'honor del Tívoli Ping Pong Club.

### Joan Brugada Sanjaume (1952-1953)
Com a jugador, el 1946 va ser campió d'Espanya per equips amb el Tívoli Ping Pong Club i de dobles mixtos formant parella amb Lolita Moliné, i també va guanyar diversos títols de campió de Catalunya en les mateixes especialitats. També va ser internacional amb la selecció espanyola i seleccionador català. Va ocupar la presidència només un any quan va ser destituït per la Federació Espanyola per desavinences amb el seu antecessor, aleshores vicepresident de la FETT. Posteriorment, el 1965 va tornar a la federació, en aquells moments provincial de Barcelona per ser membre d'una comissió gestora quan Miquel Ribalta va deixar la presidència i després va ser vicepresident sota la presidència de Joan Maria Tarruella.

### Antoni Rosell Garbó(1953-1956)
Jugador, membre fundador i primer president del Tívoli Ping Pong Club. El 1936 va ser elegit president de la comissió que havia de posar en marxa la Federació Espanyola de Tennis Taula, però la Guerra Civil en va evitar la constitució i ell es va desvincular d'aquest esport durant els anys de la postguerra fins que el 1953 li van oferir la presidència de la Federació Catalana.

### Josep Maria Puente Rubió (1956)
Exjugador de futbol i rugbi, va començar a practicar el tennis de taula en el Centre Moral de Gràcia, del qual va ser delegat federatiu, i després va ser vicepresident del Club Mayda entre 1945 i 1946. El 1948 va ser nomenat secretari de la federació i el 1950 va ser vicepresident, càrrec des del qual va accedir a la presidència provisional l'any 1956, any en què va formar part de la comissió gestora que es va fer càrrec de la Federació Barcelonesa quan Miquel Ribalta va deixar la presidència. També va ser àrbitre i va presidir el Col·legi Català d'Àrbitres fins que el 1958 va ser nomenat vicepresident del Col·legi Nacional espanyol.

### Narcís López Batllori (1957-1961 i 1961-1963)
Va ser president des de 1957 fins a 1961. Aquest darrer any li va tocar patir la desaparició de la Federació Catalana, que va passar a dividir-se en quatre federacions provincials, però va continuar fins al 1963 al capdavant de la Federació Barcelonesa. El 1965 va formar part de la comissió gestora que va dirigir la Federació Barcelonesa quan Miquel Ribalta va deixar la presidència, i uns mesos després va ser vocal de relacions internacionals sota el mandat de Joan Maria Tarruella. També va ser àrbitre i president del Club Ariel en tres etapes diferents.

### Miquel Ribalta Negre (1963-1965)
Jugador de primera categoria al principi dels anys quaranta, va presidir la Federació Barcelonesa entre febrer de 1964 i juny de 1965, quan va agafar el seu relleu una comissió gestora formada pels expresidents Brugada, Rosell, Puente i López Batllori. Ribalta, periodista que va tenir càrrecs de responsabilitat en el Diari de Barcelona, va topar ben aviat amb el president de la Federació Espanyola, Carlos Spinelli, que el va cessar poc més d'un any després de prendre possessió del seu càrrec.

### Joan Maria Tarruella Manzanares(1965-1973 i 1981-1982; 1982-1985)
Com a jugador de tennis de taula, va ser campió d'Espanya per equips amb l'Ariel el 1952, subcampió el 1951 i subcampió individual el 1954, any en el qual va ser preseleccionat per al Mundial de Londres. Com a directiu, va debutar en el Club Ariel, en el qual arribà a ser vicepresident, i el 1953 va entrar a la federació com a delegat de competicions. Va presidir en una primera etapa la Federació Barcelonesa a entre 1965 i 1973; després, a partir de 1981, va ser el president de la refundada Federació Catalana entre 1982 i 1985. Va ser vocal de la Federació Espanyola, i de 1977 a 1981, vicepresident.

### Martí Olivar Lalana (1973-1977)
Pinponguista amb el CC Leridano, el 7 a 9, l'Oasis i el Mayda va ser un dels millors jugadors catalans i espanyols de la història, com ho proven els seus dotze títols de campió de Catalunya (quatre d'individuals i vuit per equips) i tretze d'Espanya (tres d'individuals, un de dobles i nou per equips), a més de guanyar dues lligues nacionals espanyoles els anys 1970 i 1971. Va ser cinquanta vegades internacional amb la selecció espanyola, amb la qual va jugar cinc europeus i dos mundials, i el 1970 també va guanyar el Campionat del Món de Minusvàlids, ja que tenia una discapacitat a la cama dreta atès que la tenia 14cm mes curta per una malaltia de petit. Va presidir la Federació Barcelonesa entre 1973 i 1977. Va ser director tècnic de la Federació Espanyola de 1977 a 1981, membre de la Internacional (ITTF) i entrenador del Mayda, l'Epic i el CT Barcino.

### Jordi Prat Puigdengolas(1977-1981; 1985-1992 i 1998-2011)
El 1977 va ocupar la presidència de la Federació Barcelonesa en substitució de Martí Olivar. A finals de 1981 va deixar el càrrec per anar de vocal a la Federació Espanyola i a finals de 1982 va ocupar la vicepresidència de la reinstaurada Federació Catalana. El novembre de 1985 va ocupar la presidència fins al 1992, després dels Jocs Olímpics de Barcelona i el 1998 va tornar a ocupar el càrrec fins al 2011 i va ser nomenat president d'honor. Durant la seva etapa al capdavant de la federació va posar en marxa els programes 'Tennis Taula a l'Escola' i 'Pingpongpertothom', la revista La Federació informa, continuada després per TennisTaula.

### Jordi Serra Rius(1992-1998)
Va destacar com a organitzador i tècnic en el Vic TT i a la Delegació d'Osona de la Federació. Catalana. El 1982 es va integrar en la Comissió Gestora encarregada d'elaborar els estatuts per recuperar la federació i va ocupar el càrrec de secretari general en la primera junta directiva. El 1992 va ocupar la presidència i el 1993 la Federació Internacional li demanà que en el Ciutat de Barcelona es provés un canvi revolucionari que posteriorment introduiria en aquest esport: que els jocs passessin de 21 a 11 punts. El 1995 posa en marxa els 4 Motors per a Europa amb la participació de quatre autonomies europees, entre aquestes Catalunya, i l'Open de Vic arribà a la desena edició consolidat com el torneig més important d'Espanya. El 1998 també va posar en marxa la Nit del Tennis Taula Català, que posteriorment consolidaria Jordi Prat, i a finals d'aquell any va deixar la presidència per ocupar la direcció tècnica i posteriorment la direcció executiva de la Federació Internacional a Lausana. El mes de març de 2011 va ser nomenat president d'honor .

### Joan Arnau Canalias (2011-2021)
Cofundador el 1966 del CTT Sant Fèlix de Girona, del qual també va ser jugador i president, i secretari general i també president del CTT Ripollet, va ser director esportiu del tennis de taula als Jocs Olímpics de Barcelona, va formar part del Comitè Organitzador de la Copa del Món de Barcelona el 2007 i va ocupar diferents càrrecs tant a la Federació Espanyola com a la Catalana i a la Territorial de Girona. Com a tècnic titulat des de 1982, també va ser director de les Escoles Catalana i Nacional espanyola d'entrenadors. Des de 1998, amb el parèntesi dels Jocs Olímpics de Barcelona, també va ser director del Centre d'Alt Rendiment Esportiu de Sant Cugat del Vallès. El mes de febrer de 2023 va ser nomenat president d'honor .

### Agustí Masip Estruch (2021-)
Secretari del comitè català d'àrbitres de tennis de taula, vocal de la territorial de Barcelona RTB, president del SubComitè de Competició i Disciplina RTB. Jutge àrbitre nacional i àrbitre internacional, jutge, entre altres, de l'anada de la final de la ettu cup femenina del 2023.